# Mleczna (Masowien)
Die Mleczna ist ein Fluss in Zentralpolen und fließt bei Lisów in die Radomka. Der Fluss hat eine Länge von 27,8 km und bedeckt eine Fläche von 300 m². Die Mleczna entspringt bei einem Hügel nahe Kowala. Im späten 8. Jahrhundert wurde im Mleczna-Tal die Stadt Radom gegründet.

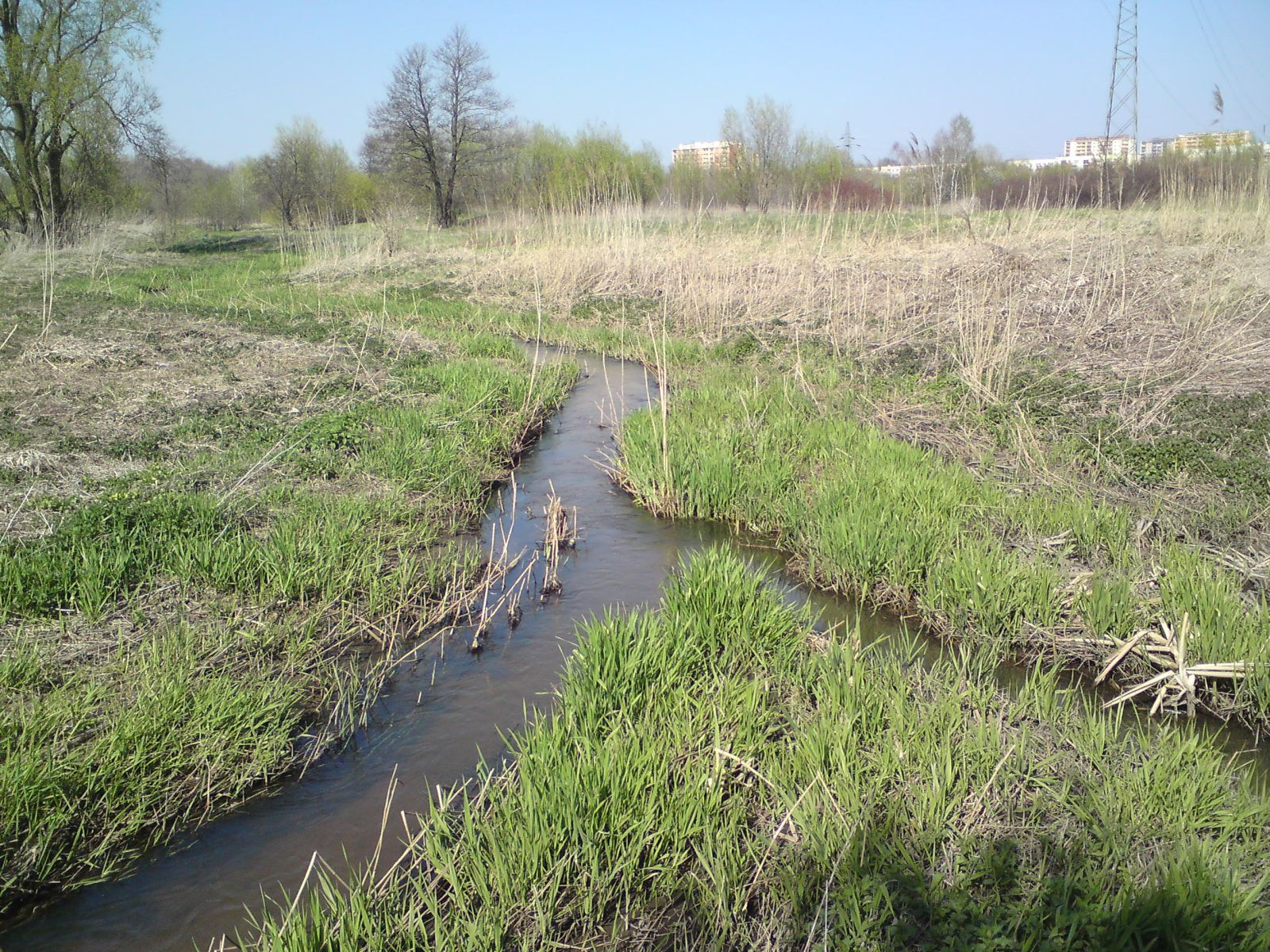
Mündung des Malczewski-Bachs (von rechts)

## Hauptzuflüsse
- Pacynka
- Kosówka
- Potok Malczewski
- Potok Południowy
- Potok Północny